# موخاربی کیرژینوف
موخاربی کیرژینوف (روسی: Мухарби Нурбиевич Киржинов؛ زادهٔ ۱ ژانویهٔ ۱۹۴۹) وزنه‌بردار اهل اتحاد جماهیر شوروی سوسیالیستی بود.